# 日向市立財光寺南小学校
日向市立財光寺南小学校（ひゅうがしりつざいこうじみなみしょうがっこう）は、宮崎県日向市大字財光寺にある公立小学校。

## 概要
- 児童数 - 433名（2011年度）

## 沿革
- 1979年 - 開校。
- 現在 - 財光寺中学校・財光寺小学校と連携型による小中一貫教育[1]を行っている。

## 通学区域
財光寺南小学校の通学区域には以下の区域が指定されている。
- 秋留
- 切島山
- 比良の一部
- 松原の一部

## アクセス
- 鉄道 - JR日豊本線 財光寺駅下車、徒歩約10分
- バス - ぷらっとバス 南1コース、「今給黎医院入口」下車